# Reprezentacja Uzbekistanu na Mistrzostwach Świata w Wioślarstwie 2009
Reprezentacja Uzbekistanu na Mistrzostwach Świata w Wioślarstwie 2009 liczyła 3 sportowców. Najlepszym wynikiem było 18. miejsce w dwójce podwójnej mężczyzn.

## Medale

### Złote medale
Brak

### Srebrne medale
Brak

### Brązowe medale
Brak

## Wyniki

### Konkurencje mężczyzn
- jedynka wagi lekkiej (LM1x): Artyom Kudryashov – 21. miejsce
- dwójka podwójna (M2x): Vyacheslav Didrix, Ruslan Naurzaliyev – 18. miejsce